# 日経スペシャル 夢織人〜小さなトップ企業〜
『日経スペシャル 夢織人〜小さなトップ企業〜』（にっけいスペシャル ゆめしょくにん ちいさなトップきぎょう）は、BSジャパン（現・BSテレ東）で2015年4月9日から2017年6月29日まで毎週木曜23:00 - 23:30、更に先行放送でテレビ大阪（大阪府ローカル）で2015年4月4日から2017年6月24日まで毎週土曜朝（2015年度は12:30 - 13:00→2016年度は11:30 - 12:00）に放送されるドキュメンタリー番組で、BSジャパン（現・BSテレ東）とテレビ大阪および日経映像の共同制作番組である。「日経スペシャル」のシリーズでは初めてTXN系列地方局が主導制作している。

## 概要
この番組は、全国に約385万社もあり、日本のものづくりを支えている日本の中小企業を毎回1社採り上げ、一つの夢・目標に向う社員たちの取り組みや「夢織人」を目指そうとする人達のドラマを各界のクリエイターが取材し、その企業の魅力を絡ませてプロモーションビデオ風にした映像を制作し放送していく。
末期の2016年10月改編から最終回までは、これまでのクリエイターが取材する体裁をやめて、歌舞伎俳優の二代目・尾上松也がスタジオナビゲーターに当たる「案内人」を担当していた。

## 出演者
- 案内人:尾上松也（2016年10月～2017年6月）
- ナレーション： キムラ緑子

## 取材企業
※放送日はBSジャパン基準（テレビ大阪はこれから見て5日前に放送）
| 2015年 | 2015年     | 2015年                              | 2015年       | 2015年                                             | 2015年                                               |
| 回数   | 放送日     | 取材企業                            | 所在都道府県 | 業種                                               | クリエイター・備考                                   |
| ------ | ---------- | ----------------------------------- | ------------ | -------------------------------------------------- | ---------------------------------------------------- |
| 1      | 2015/4/9   | 村田発條                            | 栃木県       | バネ                                               | 浅田政志（写真家）                                   |
| 2      | 2015/4/16  | セラリカNODA                        | 神奈川県     | 蝋・ワックス                                       | yOU（写真家）                                        |
| 3      | 2015/4/23  | 北海グループ 北海鉄工所・北海製作所 | 大阪府       | 鉄の加工                                           | 山口和也（芸術家・写真家）                           |
| 4      | 2015/4/30  | ミカフェート                        | 東京都       | コーヒー豆の収穫・コーヒーの製造・販売             | 東秀紀（コピーライター）                             |
| 5      | 2015/5/7   | 斎栄織物                            | 福島県       | 絹糸による織物製造                                 | yOU（写真家）                                        |
| 6      | 2015/5/14  | 木村飲料                            | 静岡県       | ラムネなどの清涼飲料水製造                         | 神谷幸之助（コピーライター）                         |
| 7      | 2015/5/21  | 市岡製菓                            | 徳島県       | 地元産の鳴門金時を加工した和洋菓子メーカー         | 小林哲朗（工場写真家）                               |
| 8      | 2015/5/28  | 幸和ピンセット工業                  | 東京都       | ピンセット製造                                     | 山岸伸（写真家）                                     |
| 9      | 2015/6/4   | 華硝                                | 東京都       | 江戸切子製造                                       | 土屋勝義（写真家）                                   |
| 10     | 2015/6/11  | 山崎製作所                          | 群馬県       | 精密板金加工                                       | 松田忠雄（写真家）                                   |
| 11     | 2015/6/18  | マツバラ金網                        | 大阪府       | 金網製造                                           | 東真子（写真家）                                     |
| 12     | 2015/6/25  | 北三                                | 東京都       | 木材加工                                           | Jimanica（ドラマー）                                 |
| 13     | 2015/7/2   | 三ツ葉楽器                          | 群馬県       | ウクレレなど楽器製造                               | 矢井田瞳（シンガーソングライター）                   |
| 14     | 2015/7/9   | 日都産業                            | 東京都       | 公園用の遊具メーカー                               | 浅田政志（写真家）                                   |
| 15     | 2015/7/16  | 東成エレクトロビーム                | 東京都       | 溶接                                               | 神谷幸之助（コピーライター）                         |
| 16     | 2015/7/23  | オリエンタルカーペット              | 山形県       | カーペットなど織物                                 | ミヤジシンゴ（写真家）                               |
| 17     | 2015/7/30  | うまし宿 トと屋                     | 京都府       | 旅館                                               | 山口和也（写真家）                                   |
| 18     | 2015/8/6   | 光洋製瓦                            | 兵庫県       | 瓦製造                                             | 谷口知則（絵本作家）                                 |
| 19     | 2015/8/13  | ニッカー絵具                        | 東京都       | 主にアニメーション制作用の絵具・ポスターカラー製造 | 立川吉笑（落語家）                                   |
| 20     | 2015/8/20  | Ante                                | 石川県       | 地元特産品の加工・販売                             | 田中淳一（クリエーティブディレクター）               |
| 21     | 2015/8/27  | 諏訪田製作所                        | 新潟県       | 爪切り製造                                         | AZZAMI（クリエーティブディレクター）                 |
| 22     | 2015/9/3   | 瑞穂                                | 広島県       | 化粧ブラシ製造                                     | 中野章子（写真家）                                   |
| 23     | 2015/9/10  | 丸和信和建設                        | 北海道       | 建設会社・食品メーカー                             | 田中光（漫画家）                                     |
| 24     | 2015/9/17  | 岩田鉄工所                          | 岐阜県       | 精密機械金属                                       | 淀川テクニック（廃材リサイクルアートユニット）       |
| 25     | 2015/9/24  | シャボン玉石けん                    | 福岡県       | 石鹸・洗剤メーカー                                 | 鈴木康弘（現代芸術家）                               |
| 26     | 2015/10/1  | コーマ                              | 大阪府       | 靴下                                               | 谷口知則（絵本作家）                                 |
| 27     | 2015/10/8  | 東光舎                              | 岩手県       | 鋏                                                 | 浅田政志（写真家）                                   |
| 28     | 2015/10/15 | HITOYOSHI                           | 熊本県       | ワイシャツ                                         | 吉田敬（作曲家）、田上成美（シンガーソングライター） |
| 29     | 2015/10/22 | バンショップミカミ                  | 鹿児島県     | キャンピングカー製造                               | チロル堂（チンドン屋）                               |
| 30     | 2015/10/29 | 鬼塚硝子                            | 東京都       | 試験管製造                                         | yOU（写真家）                                        |
| 31     | 2015/11/5  | 福永紙工                            | 東京都       | 紙加工業                                           | 川田十夢（開発者・AR三兄弟）                         |
| 32     | 2015/11/12 | 丸武産業                            | 鹿児島県     | 甲冑の製造                                         | 涼風花（書家）                                       |
| 33     | 2015/11/19 | フィルノット                        | 大阪府       | 光ファイバーを活用した衣装製作                     | あらい舞（シンガーソングライター）                   |
| 34     | 2015/11/26 | 三義漆器店                          | 福島県       | 会津漆器                                           | 神谷幸之助（コピーライター）                         |
| 35     | 2015/12/3  | 一平                                | 宮崎県       | パンケーキ製造                                     | AZZAMI（クリエーティブディレクター）                 |
| 36     | 2015/12/10 | シンコーメタリコン                  | 滋賀県       | 精密機械業                                         | HILOKI（書家）                                       |
| 37     | 2015/12/17 | 渡辺教具製作所                      | 埼玉県       | 地球儀                                             | 立川吉笑（落語家）                                   |
| 38     | 2015/12/24 | ソルテック工業                      | 栃木県       | シール加工                                         | 田中淳一（クリエイティブディレクター）               |

| 2016年 | 2016年     | 2016年                 | 2016年       | 2016年                                           | 2016年                                     |
| 回数   | 放送日     | 取材企業               | 所在都道府県 | 業種                                             | クリエイター・備考                         |
| ------ | ---------- | ---------------------- | ------------ | ------------------------------------------------ | ------------------------------------------ |
| 39     | 2016/01/14 | 壁紙屋本舗（フィル）   | 大阪府       | 壁紙                                             | SouMa（立体切り絵作家）                    |
| 40     | 2016/01/21 | 宮崎椅子製作所         | 宮崎県       | 椅子                                             | 東真子（写真家）                           |
| 41     | 2016/01/28 | ワタオカ               | 広島県       | 和ヤスリ                                         | 池田奈都子（イラストレーター）             |
| 42     | 2016/02/04 | 浜野製作所             | 東京都       | 電気自動車・風力発電装置製造・金属加工専門       | 山岸伸（写真家）                           |
| 43     | 2016/02/11 | トーホー               | 広島県       | ビーズメーカー                                   | 青柳美扇（書道家）                         |
| 44     | 2016/02/18 | 和田メリヤス           | 和歌山県     | ニット                                           | 力石咲（ハイパーニットクリエイター）       |
| 45     | 2016/02/25 | エンジニア             | 大阪府       | 工具                                             | あらい舞（シンガーソングライター）         |
| 46     | 2016/03/03 | 一山製陶所             | 岐阜県       | 陶磁器メーカー                                   | たむらぱん（シンガーソングライター）       |
| 47     | 2016/03/10 | ハガタ屋               | 香川県       | 封筒の紙や、手袋の革を裁断する時に使用する抜き型 | 丸山博久（コピーライター）                 |
| 48     | 2016/03/17 | クロスエフェクト       | 京都府       | 試作品や少ロットのものを専門に製造               | HILOKI（書家）                             |
| 49     | 2016/03/24 | 小金屋食品             | 大阪府       | 納豆専業メーカー                                 | DJみそしるとMCごはん（HIPHOPアーティスト） |
| 50     | 2016/03/31 | 河合工業所             | 東京都       | 板金業                                           | 田中淳一（クリエーティブディレクター）     |
| 51     | 2016/04/07 | 協和                   | 千葉県       | ランドセル・バッグ製造                           | KONTA（音楽家）                            |
| 52     | 2016/04/14 | 宇賀神溶接工業所       | 埼玉県       | 半導体や食品工場で使われる機器                   | 下田昌克（イラストレーター）               |
| 53     | 2016/04/21 | 東海バネ工業           | 大阪府       | バネメーカー                                     | 小林哲朗（工場写真家）                     |
| 54     | 2016/04/28 | 栄光製作所             | 群馬県       | 電子回路基板                                     | 神谷幸之助（コピーライター）               |
| 55     | 2016/05/05 | 淡路麺業               | 兵庫県       | 麺メーカー                                       | 池田奈都子（イラストレーター）             |
| 56     | 2016/05/12 | 浅野撚糸               | 岐阜県       | 糸メーカー                                       | 草太（切り絵作家）                         |
| 57     | 2016/05/19 | ニッカリ               | 岡山県       | 農業用機械専門                                   | 宮川サトシ（漫画家）                       |
| 58     | 2016/05/26 | 丸進工業               | 岡山県       | 帆布メーカー                                     | yOU（写真家）                              |
| 59     | 2016/06/02 | 福井洋傘               | 福井県       | 傘メーカー                                       | 谷口知則（絵本作家）                       |
| 60     | 2016/06/09 | カツデンアーキテック   | 東京都       | 住宅用階段製造                                   | 神谷幸之助（コピーライター）               |
| 61     | 2016/06/16 | ソメスサドル           | 北海道       | 馬具メーカー                                     | 鈴井貴之（作家・監督）                     |
| 62     | 2016/06/23 | 会津富士加工           | 福島県       | レタス栽培 半導体メーカー                        | 武田双雲（書道家）                         |
| 63     | 2016/06/30 | 沖縄長生薬草           | 沖縄県       | ウコン                                           | 田中武（美術家）                           |
| 64     | 2016/07/07 | 万協製薬               | 三重県       | クリーム剤や軟膏剤などの外用薬                   | HILOKI TANAKA（書家）                      |
| 65     | 2016/07/14 | 北星鉛筆               | 東京都       | 鉛筆メーカー                                     | 山崎利幸（鉛筆彫刻家）                     |
| 66     | 2016/07/21 | マツダ紙工業           | 大阪府       | 段ボールメーカー                                 | 東真子（写真家）                           |
| 67     | 2016/07/28 | 田中金属製作所         | 岐阜県       | 金属加工                                         | 神谷幸之助（コピーライター）               |
| 68     | 2016/08/04 | 大阪糖菓               | 大阪府       | 金平糖メーカー                                   | 青柳美扇（書道家）                         |
| 69     | 2016/08/11 | 喜久屋                 | 東京都       | クリーニング                                     | 田中淳一（クリエーティブディレクター）     |
| 70     | 2016/08/18 | 中野BC                 | 和歌山県     | 梅酒メーカー                                     | 池田奈都子（イラストレーター）             |
| 71     | 2016/08/25 | マルナオ               | 新潟県       | 木工                                             | 涼風花（書家）                             |
| 72     | 2016/09/01 | 一門会(だるま)         | 大阪府       | 串カツ専門店                                     | HILOKI TANAKA（書家）                      |
| 73     | 2016/09/08 | 中村印刷所             | 東京都       | 名刺や伝票などの印刷・製本                       | 日向ひまわり（講談師）                     |
| 74     | 2016/09/15 | 錦見鋳造               | 三重県       | フライパン                                       | 丸山博久（CMクリエーター）                 |
| 75     | 2016/09/22 | エンリッション         | 京都府       | 学生はコーヒーやドリンクが無料のカフェ           | 神谷幸之助（コピーライター）               |
| 76     | 2016/09/29 | 玉木新雌               | 兵庫県       | 綿織物                                           | 田中淳一（クリエーティブディレクター）     |
| 77     | 2016/10/06 | シューズ・ミニッシュ   | 大阪府       | 靴メーカー                                       |                                            |
| 78     | 2016/10/13 | シオン                 | 岐阜県       | 精密金属加工                                     |                                            |
| 79     | 2016/10/20 | 布施金属工業           | 大阪府       | アルミ板金や溶接などの加工                       |                                            |
| 80     | 2016/10/27 | 中央葡萄酒             | 山梨県       | ワインメーカー                                   |                                            |
| 81     | 2016/11/03 | 細尾                   | 京都府       | 着物・インテリア・アート作品など                 |                                            |
| 82     | 2016/11/10 | 光岡自動車             | 富山県       | 自動車メーカー                                   |                                            |
| 83     | 2016/11/17 | 下村漆器店             | 福井県       | 主に業務用食器製造                               |                                            |
| 84     | 2016/11/24 | 大塚産業グループ       | 滋賀県       | 自動車産業                                       |                                            |
| 85     | 2016/12/01 | タニカ電器             | 岐阜県       | 家電製品                                         |                                            |
| 86     | 2016/12/08 | 東洋ステンレス研磨工業 | 福岡県       | ステンレス研磨・加工                             |                                            |
| 87     | 2016/12/15 | 粟田建設               | 滋賀県       | 石垣作り                                         |                                            |
| 88     | 2016/12/22 | イケウチオーガニック   | 愛媛県       | タオルメーカー                                   |                                            |

| 2017年        | 2017年     | 2017年                                                                                       | 2017年                                                                                       | 2017年                                                                                       | 2017年                                                                                           |
| 回数          | 放送日     | 取材企業                                                                                     | 所在都道府県                                                                                 | 業種                                                                                         | 備考                                                                                             |
| ------------- | ---------- | -------------------------------------------------------------------------------------------- | -------------------------------------------------------------------------------------------- | -------------------------------------------------------------------------------------------- | ------------------------------------------------------------------------------------------------ |
| 89            | 2017/01/07 | 夢織人特別版・90分スペシャル テレビ大阪開局35周年特別企画 「ニッポンを元気にする小さな巨人」 | 夢織人特別版・90分スペシャル テレビ大阪開局35周年特別企画 「ニッポンを元気にする小さな巨人」 | 夢織人特別版・90分スペシャル テレビ大阪開局35周年特別企画 「ニッポンを元気にする小さな巨人」 | 日プラ（香川県）山崎製作所（静岡県） ジャパン・エアロ・ネットワーク（大阪府、石川県） 他を取材。 |
| 90            | 2017/01/12 | 玉川堂                                                                                       | 新潟県                                                                                       | 銅器                                                                                         |                                                                                                  |
| 91            | 2017/01/19 | 能作                                                                                         | 富山県                                                                                       | 鋳物                                                                                         |                                                                                                  |
| 92            | 2017/01/26 | ルバンシュ                                                                                   | 石川県                                                                                       | 化粧品メーカー                                                                               |                                                                                                  |
| 93            | 2017/02/02 | 鯖や                                                                                         | 大阪府                                                                                       | 鯖寿司・鯖料理                                                                               |                                                                                                  |
| 94            | 2017/02/09 | 三陸とれたて市場                                                                             | 岩手県                                                                                       | 食材・魚介類                                                                                 |                                                                                                  |
| 95            | 2017/02/23 | 日本精機宝石工業                                                                             | 兵庫県                                                                                       | レコード針メーカー                                                                           |                                                                                                  |
| 96            | 2017/03/09 | 今野製作所                                                                                   | 東京都                                                                                       | オーダーメイド自動車                                                                         |                                                                                                  |
| 97            | 2017/03/16 | 新潟精密鋳造                                                                                 | 新潟県                                                                                       | ステンレス鋳物ホーロー鍋                                                                     |                                                                                                  |
| 98            | 2017/03/23 | トライフ                                                                                     | 神奈川県                                                                                     | 化粧品                                                                                       |                                                                                                  |
| 99            | 2017/03/30 | 京都丹後鉄道                                                                                 | 京都府                                                                                       | 鉄道                                                                                         |                                                                                                  |
| 100           | 2017/04/06 | スモークエース                                                                               | 宮崎県                                                                                       | 鶏炭火焼き・燻製メーカー                                                                     |                                                                                                  |
| 101           | 2017/04/13 | GRA                                                                                          | 宮城県                                                                                       | イチゴ                                                                                       |                                                                                                  |
| 102           | 2017/04/20 | 二葉苑                                                                                       | 東京都                                                                                       | 染め物                                                                                       |                                                                                                  |
| 103           | 2017/04/27 | 坂ノ途中                                                                                     | 京都府                                                                                       | 野菜の販売・宅配                                                                             |                                                                                                  |
| 104           | 2017/05/04 | 福島屋                                                                                       | 東京都                                                                                       | スーパーマーケット                                                                           |                                                                                                  |
| 105           | 2017/05/11 | ダイイチデンシ                                                                               | 京都府                                                                                       | 珈琲焙煎機・制御盤・自動装置                                                                 |                                                                                                  |
| 106           | 2017/05/18 | モキ製作所                                                                                   | 長野県                                                                                       | 燃焼関連製品                                                                                 |                                                                                                  |
| 107           | 2017/05/25 | 大和                                                                                         | 大阪府                                                                                       | 自転車                                                                                       |                                                                                                  |
| 108           | 2017/06/01 | クーロンヌジャポン                                                                           | 茨城県                                                                                       | パン                                                                                         |                                                                                                  |
| 109           | 2017/06/08 | 太洋塗料                                                                                     | 大阪府                                                                                       | 塗料メーカー                                                                                 |                                                                                                  |
| 110           | 2017/06/15 | ナカダイ                                                                                     | 東京都                                                                                       | 廃棄物処理業社                                                                               |                                                                                                  |
| 111           | 2017/06/22 | いわさき                                                                                     | 大阪府                                                                                       | 食品サンプル                                                                                 |                                                                                                  |
| 112（最終回） | 2017/06/29 | 夢織人 特別編 ピンチからの逆転劇                                                             | 夢織人 特別編 ピンチからの逆転劇                                                             | 夢織人 特別編 ピンチからの逆転劇                                                             | 木村飲料（静岡県）錦見鋳造（三重県）を取材。                                                     |

## ネット局
| 放送対象地域   | 放送局                            | 系列                          | 放送日時           | 放送開始日     | 備考                  |
| -------------- | --------------------------------- | ----------------------------- | ------------------ | -------------- | --------------------- |
| 日本全域       | BSジャパン（現・BSテレ東）（BSJ） | テレビ東京系列 BSデジタル放送 | 木曜 23:00 - 23:30 | 2015年04月09日 | 共同制作局            |
| 大阪府         | テレビ大阪（TVO）                 | テレビ東京系列                | 土曜 11:30 - 12:00 | 2015年04月04日 | 共同制作局 先行ネット |
| 岡山県・香川県 | テレビせとうち（TSC）             | テレビ東京系列                | 土曜 06:00 - 06:30 | 2016年04月02日 | 遅れネット            |
| 福岡県         | TVQ九州放送（TVQ）                | テレビ東京系列                | 日曜 05:00 - 05:30 | 2016年10月02日 | 遅れネット            |
| 山形県         | さくらんぼテレビ（SAY）           | フジテレビ系列                | 日曜 08:30 - 09:00 | 2017年04月02日 | 遅れネット            |

不定期放送局
- 奈良県：奈良テレビ

## 特別編
2017年1月7日（土曜日）16:00 - 17:30（テレビ大阪は2016年12月30日23:34 - 翌1:04に先行放送）に、テレビ大阪開局35周年記念特別企画としてこれまでの放送からの総集編「ニッポンを元気にする小さな巨人」が放送された。この回では、番組初のゲストとして、渡辺徹（俳優）、野々すみ花（女優）、伊藤暢人（日経トップリーダー編集長）、ゲストMCに渡辺真理（フリーアナウンサー・元TBSアナウンサー）を迎え、新たに取材した企業を含め、これまでに取材した企業の取り組みについてまとめたものを放送した。

## 連載
日経産業新聞（水曜日付）に関連記事あり。